# Carl Riedel

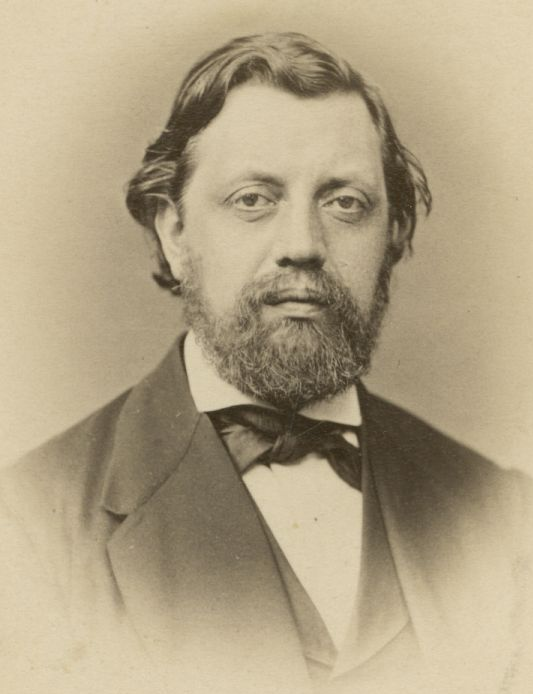
Carl Riedel

Carl Riedel (auch: Karl Riedel; * 6. Oktober 1827 in Cronenberg (heute Stadtteil von Wuppertal); † 3. Juni 1888 in Leipzig) war ein deutscher Kapellmeister und Komponist.

## Leben und Werk
Riedel war ursprünglich Seidenfärber. Carl Wilhelm entdeckte seine musikalische Begabung in der Krefelder Liedertafel und förderte ihn. 1849 bis 1852 studierte Riedel am Konservatorium zu Leipzig, der heutigen Hochschule für Musik und Theater „Felix Mendelssohn Bartholdy“ Leipzig. Anschließend blieb er hier als Lehrer des Klavierspiels und der Theorie.
Seine Zeitgenossen sahen sein Hauptverdienst in der Gründung (1854) und Leitung des nach ihm benannten Gesangvereins für geistliche Musik (Riedel-Verein), der in seinen regelmäßigen Aufführungen Pionierleistungen vollbrachte nicht allein durch Werke von Johann Sebastian Bach (h-Moll-Messe 1859), Georg Friedrich Händel, und Ludwig van Beethoven (Missa solemnis 1860), sondern auch kirchliche Tonwerke der vorbachschen Zeit sowie der damaligen Gegenwart zur Aufführung brachte und infolgedessen eine gewisse Berühmtheit erlangte. 1859 sang der Chor die Uraufführung der Graner Festmesse von Franz Liszt, 1872 bei der Grundsteinlegung des Bayreuther Festspielhauses unter Richard Wagners Leitung die 9. Sinfonie von Beethoven.
Für die Literatur des Chorgesanges hat Riedel Werke geschaffen, die bleibende Bedeutung erhielten, etwa durch Veröffentlichung seiner Bergischen Weihnachtslegenden. Aber auch seine recht eigenwillige Bearbeitung der Passionsmusiken von Heinrich Schütz, die die Schütz-Renaissance vorwegnahm, die Herausgabe der Weihnachtslieder von Michael Praetorius (Den die Hirten lobeten sehre, Es ist ein Ros entsprungen), der altböhmischen Hussitenlieder sowie der Eccardschen Preußischen Festlieder waren von Bedeutung. Bis heute viel gesungen werden aus den altböhmischen Liedern die Weihnachtslieder Kommet, ihr Hirten, das sowohl im Evangelischen Gesangbuch (EG 48) wie in einigen Diözesananhängen des Gotteslob zu finden ist, und Freu dich, Erd und Sternenzelt.
Riedel war Mitbegründer des Allgemeinen Deutschen Musikvereins und übernahm 1869 dessen Präsidium von Franz Brendel. 1871 wurde er Vorsitzender des Leipziger Wagner-Vereins.
An seinem Geburtshaus Hütter Straße Nr. 4 wurde eine Gedenktafel angebracht.
Carl Riedel wurde im Keilschen Erbbegräbnis in der IV. Abteilung des Neuen Johannisfriedhofs beerdigt.

## Auszeichnungen
- 1864 erhielt er den Professorentitel durch Herzog Ernst I. von Sachsen-Altenburg
- 1883 wurde er von der Universität Leipzig zum Ehrendoktor ernannt
- 1884 Herzoglich Sächsischer Kapellmeister

## Werke
- Drei bergische Weihnachtslegenden für gemischten Chor.
- Zwölf Gesänge für Männerchor.
- Nachtgesang. Tonstück für Streichorchester. 1887
- Altböhmische Gesänge für gemischten Chor.
- Historia des Leidens und Sterbens unseres Herrn und Heilandes Jesu Christi: Chöre und Recitative aus den 4 „Passionen“ von Heinrich Schütz. Zsgest. u. hrsg. von Carl Riedel. Leipzig: Siegel 1870
- Die sieben Worte unseres lieben Erlösers und Seligmachers Jesu Christi, so er am Stamm des heiligen Kreuzes gesprochen, ganz beweglich gesetzt von Heinrich Schütz. Hrsg. von Carl Riedel. Leipzig : Siegel 1872

## Porträt
- 2 Fotografien von G.[eorg] Brokesch, Leipzig, CdV, undatiert, (Objektdatenbank des Stadtgeschichtlichen Museums Leipzig, online und online).